# 163470 Kenwallis
163470 Kenwallis este un asteroid din centura principală de asteroizi.

## Descriere
163470 Kenwallis este un asteroid din centura principală de asteroizi. A fost descoperit pe 14 septembrie 2002 la Trebur de Mike Kretlow. Asteroidul prezintă o orbită caracterizată de o semiaxă mare de 2,99 ua, o excentricitate de 0,08 și o înclinație de 2,6° în raport cu ecliptica.